# Чу, Джеффри Чуан
Джеффри Чуан Чу (англ. Jeffrey Chuan Chu, кит. трад. 朱傳榘, упр. 朱传榘, пиньинь Zhū Chuánjǔ, палл. Чжу Чуаньцзюй, 14 июля 1919 года — 6 июня 2011 года), уроженец города Тяньцзинь (Китай), был пионером компьютерного строительства. Получил степень бакалавра в Миннесотском университете, а степень магистра в Институте Мура Пенсильванского университета. Чуан был одним из главных членов команды ученых и инженеров, которая создала первую электронную вычислительную машину общего назначения ЭНИАК. Он отвечал за создание модуля деления/извлечения квадратного корня.
Будучи старшим научным сотрудником Аргоннской национальной лаборатории, помог разработать несколько более совершенных компьютеров, таких как AVIDAC и ORACLE. В 1981 году он первым был награждён премией «Пионер компьютерной техники» («Computer Pioneer») общества IEEE Computer Society.